# Tit Aufidi (metge)
Tit Aufidi (en llatí Titus Aufidius) va ser un metge nascut a Sicília i deixeble d'Asclepíades de Bitínia i, per tant, va viure al segle i aC. Probablement formava part de la gens Aufídia, una gens romana d'origen plebeu.
Segurament és el mateix que Celi Aurelià anomena només Titus i que va escriure un llibre sobre l'anima i un altre sobre malalties cròniques.